# A Woman's War
A Woman's War (여성전선 - Yeoseon jeonseon) viết tắt của Women at the Front là phim Hàn Quốc năm 1957 đạo diễn bởi Kim Ki-young.

## Tóm tắt
Một bộ phim nói về cô gái hầu mang trong bụng đứa con ngoài gia thú của chủ nhân mình. Người con gái đi thăm cha mình lúc hấp hối, không thể nói với anh cô gái đó là con gái của anh.

## Diễn viên
- Jo Mi-ryeong[3]
- Park Am
- Lee Min
- Kim Dong-won
- Lee Hae-rang
- Joo Sun-tae
- Jeong Min
- Park Sang-ik
- Ko Seol-bong
- Choe Ryong